# كأس ملك إسبانيا 1910
كأس ملك إسبانيا 1910 (بالإسبانية: Copa del Rey de Fútbol 1910) هو الموسم 8 من  كأس ملك إسبانيا. كان عدد الأندية المشاركة فيه  3، وفاز فيه أتلتيك بيلباو.